# Trongisvágur
Trongisvágur (duń. Trangisvåg, IPA: tɹɔnʤɪsˌvɔaːvʊɹ) – miejscowość na Wyspach Owczych, archipelagu na Morzu Norweskim, cieszącym się dużą autonomią względem Królestwa Danii, w którego skład wchodzi. Wieś ta położona jest na wyspie Suðuroy i zamieszkuje ją obecnie (I 2015 r.) 517 osób. Administracyjnie miejscowość ta leży w regionie Suðuroy i gminie Tvøroyrar kommuna.

## Geografia

### Położenie
Osada Trongisvágur leży w północno-wschodniej części wyspy Suðuroy. Jest położona w dolinie rozciągającej się dalej na zachód. Dolina ta kończy się wzniesieniem Nakkur (547 m n.p.m.), za którym rozpościera się Ocean Atlantycki. Od strony północnej rozciągają się stoki rozległej góry Tempilsklettur (493 m n.p.m.), a od południowej Oyrnafjall (443 m n.p.m.). Od strony wschodniej miejscowość przylega do fiordu-zatoki Trongisvágsfjørður oraz do miasta Tvøroyri. Przez miejscowość przepływa także jedna, niewielka rzeka zwana Stóra (Duża). Przy rzece, na skraju miejscowości zasadzono drzewa, które w stanie naturalnym nie rosną na Wyspach Owczych, i stworzono park, do którego uczęszczają mieszkańcy okolicznych miejscowości. Parki takie stają się coraz bardziej popularne na archipelagu, choć bardzo trudny klimat prowadzi do łatwego ich niszczenia.

### Klimat
Podobnie, jak na całym archipelagu, także w Trongisvágur panuje klimat umiarkowany chłodny w odmianie morskiej. Oznacza to, że w porównaniu do krain położonych bardziej na południe, panują tam chłodne lata oraz stosunkowo ciepłe zimy, a temperatura w niskich partiach terenu rzadko przekracza 0 °C. Występują na tamtych terenach także duże opady, potęgowane jeszcze przez Prąd Zatokowy, który przy Wyspach Owczych przemienia się w Prąd Norweski, płynący znad wybrzeży Ameryki. Pogoda jest tam zwykle bardzo zmienna.

## Informacje ogólne

### Populacja
Większość mieszkańców Trongisvágur to Farerczycy, czyli rdzenni mieszkańcy Wysp Owczych - naród nordycki, pochodzący od wikińskich osadników, którzy przypłynęli na archipelag około VIII-IX wieku n.e. Społeczeństwo tej niewielkiej miejscowości jest stosunkowo zrównoważone wiekowo. Największą grupę stanowią osoby w wieku 10-19 lat - 16,0% ludności. Drugą zaś grupą pod względem liczności są ludzie w wieku 50-59 lat - 14,8%. Liczba mężczyzn w Trongisvágur jest większa od liczby kobiet. Stosunek płci wynosi 212:206 osób. 
Nieopodal Trongisvágur znajdują się 4 miejscowości, które położone są bardzo blisko siebie. Są to miejscowości: Froðba, Øravíkarlíð oraz Tvøroyri, które razem liczą 1731 ludzi.
Według danych Urzędu Statystycznego (I 2015 r.) jest 23. co do wielkości miejscowością Wysp Owczych.

### Edukacja
Trongisvágur jest ważnym ośrodkiem edukacyjnym w okolicy. Znajduje się tam szkoła - Tvøroyar Skúlin, a także przedszkole.

### Transport
Trongisvágur nie posiada lądowiska dla helikopterów. W miejscowości znajduje się port, jednak nie jest on używany przy publicznym transporcie ludzi. Najbliższa przystań promowa znajduje się w pobliskim miasteczku Tvøroyri, toteż służy ona mieszkańcom wszystkich pobliskich wiosek, także Trongisvágur. Promy kursują na linii nr 7 (Tvøroyri-Tórshavn).
Miejscowość ta nie posiada także własnego, odrębnego przystanku autobusowego. Mieszkańcy przy przemieszczaniu się po wyspie korzystają z przystanku w Tvøroyri, skąd kursują następujące autobusy:
- linia nr 700 (Tvøroyri-Øravík-Hov-Porkeri-Vágur-Lopra-Sumba)[5]
- linia nr 701 (Fámjin-Øravík-Tvøroyri-Nes-Hvalba-Sandvík)[6]

### Sport
Większość ośrodków sportowych w okolicy mieści się w pobliskim Tvøroyri, jak choćby klub piłkarski TB Tvøroyri. Trongisvágur posiada tylko jeden klub sportowy - Tvøroyrar Borðtennisfelag (TBF). Choć nazwa na to nie wskazuje, administracyjnie mieści się on w opisywanej miejscowości. Jest to klub tenisa stołowego, założony 23 lutego 1948 roku. Obecnie jego prezesem jest Kai Roest.

## Historia
Pierwsze wzmianki o osadzie pojawiają się w spisie z roku 1584. Jako że miejscowość nie odgrywa istotnej roli na archipelagu, dokładniejsze informacje o niej da się znaleźć dopiero w źródłach z późniejszych okresów. W roku 1894 została tam zbudowana pierwsza droga do wodowania statków na Wyspach Owczych.
Ponad osadą, w górach, znajduje się niewielka dolina zwana Rangabotnur, gdzie prowadzi asfaltowa droga. Od 1901 roku był w okolicy wydobywany węgiel, który następnie transportowano do portu w Drelnes za pomocą lin. Obecnie kopalnia nie funkcjonuje, jednak pozostała tam pewna ilość sprzętu górniczego, oraz pozostałości żurawia służącego do transportu węgla.
Podczas wojny ponad miejscowością rozbił się brytyjski samolot, którego szczątki do dziś można znaleźć w okolicy.
W pobliżu miejscowości znajduje się także najstarszy na Wyspach Owczych tunel. Został on zbudowany w 1963 roku i mierzy 1400 m. Tunel ten dociera do miejscowości Hvalba.
W roku 1962 w miejscowości powstała pierwsza elektrownia na Wyspach Owczych, której właścicielem jest główny dystrybutor energii elektrycznej na archipelagu - SEV.

## Urodzeni w Trongisvágur
- Jens Lisberg - mieszkający obecnie w Tórshavn muzyk, tworzący między innymi country[10]. Od wielu lat tworzy muzykę, która zyskała duża popularność na Wyspach Owczych. Współpracuje z rodzimą wytwórnią płytową Tutl
- Heðin Mortensen - urodzony 7 kwietnia 1946 roku, polityk, który w latach 1972-1988 zasiadał w radzie miasta i gminy Tórshavn. Później, w latach 1988-2004, był członkiem lokalnego parlamentu - Løgtingu, jako członek unionistycznej partii Sambandsflokkurin. Od roku 2005 piastuje urząd burmistrza miasta i gminy Tórshavn z ramienia centrolewicowej partii Javnaðarflokkurin. Jest kawalerem 1. stopnia Orderu Dannebroga.